# عالم: درباب حرکات زمین
عالم: درباب حرکات زمین یا کره: چرخش کره زمین (به انگلیسی: Orb: On the Movements of the Earth) (به ژاپنی: チ。―地球の運動について―) نوشته و تصویر شده توسط اُوتُ, در مجله مانگا سنین شوگاکوکان بیگ کامیک اسپیریت از سپتامبر ۲۰۲۰، تا آوریل ۲۰۲۲ پخش شد. شوگاکوکان فصل‌های خود را در هشت تانکوبون جمع‌آوری کرد که از ۱۱ دسامبر ۲۰۲۰ تا ۳۰ ژوئن ۲۰۲۲ منتشر شد. یک سریال تلویزیونی انیمیشن ۲۵ قسمت تولید شده توسط مدهاوس از اکتبر ۲۰۲۴ تا مارس ۲۰۲۵ پخش شد.

## داستان
در اروپای سدهٔ پانزدهم، کلیسا بر جریان اطلاعات کنترل سخت‌گیرانه‌ای دارد و هرگونه انحراف از آموزه‌های آن، بدعت محسوب شده و مجازات آن مرگ است. «رافائل»، نابغه‌ای کودک با علاقه‌ای شدید به نجوم، توسط پدرخوانده‌اش «پوتوتسکی» بزرگ می‌شود که او را به تحصیل الهیات ترغیب می‌کند. اما زندگی رافائل هنگامی تغییر می‌کند که «هوبرت»، یک پژوهشگر بدعت‌گذار، او را مجبور می‌کند که در پژوهشی دربارهٔ حرکات زمین همکاری کند. رافائل در ابتدا تردید دارد، اما با محاسبات خودش، مدل خورشیدمرکزی را تأیید می‌کند. کار محرمانهٔ آن‌ها توسط «نواک»، بازپرس دینی، کشف می‌شود که به طراحی‌های رافائل دست می‌یابد. هوبرت برای نجات رافائل خود را قربانی کرده، گردنبندی به او می‌دهد و مسئولیت همه‌چیز را به گردن می‌گیرد، که منجر به اعدامش می‌شود. رافائل به‌طور پنهانی تحقیقات را ادامه می‌دهد، اما پوتوتسکی با او روبه‌رو می‌شود و با یادآوری گذشتهٔ خود، از خطرات این راه می‌گوید. وقتی رافائل از توقف سر باز می‌زند، پوتوتسکی او را به نواک گزارش می‌دهد. در دادگاه، رافائل از بازگشت از عقایدش امتناع می‌کند و به مرگ محکوم می‌شود. پیش از اجرای حکم، با خوردن دانه‌های خشخاش قاچاقی خودکشی می‌کند و پیکرش سوزانده می‌شود.
ده سال بعد، دو شمشیرباز به نام‌های «اوچّی» و «گراس» مأمور محافظت از یک بدعت‌گذار در حین انتقال می‌شوند؛ در حالی که «نواک» نیز همراه‌شان است. گراس که نجوم‌دوستی آماتور است، حرکات مریخ را ثبت می‌کند و منتظر کامل شدن مدار آن است. اما مریخ به‌طور غیرمنتظره‌ای حرکت بازگشتی می‌کند و گراس را دلسرد می‌کند. بدعت‌گذار محل جعبه‌ای حاوی تحقیقات نجومی را فاش کرده و پیش از مرگ، گردنبند را به اوچّی می‌سپارد. اوچّی و گراس جعبه را بازیابی می‌کنند، اما در هنگام سقوط یک پل، گراس کشته می‌شود. اوچّی به سراغ «بادنی»، کشیشی تنزل‌یافته، می‌رود که موافقت می‌کند محتوای جعبه را بررسی کند، به شرط آن‌که اوچّی ثبت مشاهدات گراس را ادامه دهد. آن‌ها به تحقیقاتی دربارهٔ خورشیدمرکزی برمی‌خورند و متحدانی می‌جویند؛ از جمله «یولِنتا»، دستیار یک دانشمند، و «پیاست»، پژوهشگر مدل بطلمیوسی. پس از مرگ پیاست، بادنی نظریه را کامل می‌کند. اما نواک تحقیقات را کشف می‌کند که منجر به بازداشت و اعدام بادنی و اوچّی می‌شود. یولنتا که در واقع دختر نواک است، با کمک یک بازپرس دینی همدل از مرگ نجات می‌یابد؛ این بازپرس مرگ او را جعل می‌کند. در این میان، کشیش محل بادنی پی می‌برد که او خاطرات اوچّی را روی سر ولگردان رونویسی کرده است.
بیست‌وپنج سال بعد، «اشمیت»، فرمانده گروه آزادی بدعت‌گذاران، به دستور یولنتا کتاب اوچّی را بازمی‌یابد. «دراکا»، زنی روما، آن را می‌سوزاند و در ازای دسترسی به چاپخانه، مطالب آن را برای یولنتا بازگو می‌کند. با حملهٔ نیروهای نواک، یولنتا خود را فدا می‌کند تا اشمیت و دراکا بگریزند. گروه اشمیت خیانت می‌بیند و خود را قربانی می‌کنند تا دراکا به «آنتونی»، یک اسقف، برسد. دراکا او را قانع می‌کند که تحقیقات خورشیدمرکزی را منتشر کند، اما نواک مداخله کرده، آنتونی را می‌کشد و کلیسا را به آتش می‌کشد. دراکا پیش از مرگش، نواک را زخمی می‌کند. نواک در واپسین لحظات، در توهم، رافائل را می‌بیند و درمی‌یابد که در مسیر خورشیدمرکزی، خود نقش «شرور» را داشته است. دراکا پیش از مرگ، نامه‌ای را با کبوتر نامه‌بر می‌فرستد.
در سال ۱۴۶۸، «آلبرت برودزفسکی»، شاگرد نانوایی، از رفتن به دانشگاه سر باز می‌زند تا این‌که کشیشی او را تشویق می‌کند. آلبرت در کودکی به نجوم علاقه داشت و مشاهداتش را با پدرش در میان می‌گذاشت؛ پدری که او را به رافائل معرفی کرد؛ دانشمندی افراطی. رافائل آلبرت را به انجمن دانشمندان برد، اما چون پدر آلبرت از حمایت پژوهش‌های ممنوعه سرباز زد، او را کشت. رافائل دستگیر شد و آلبرت که دچار ضربه روحی شده بود، نجوم را کنار گذاشت. پس از گفت‌وگو با کشیش، به دانشگاه می‌رود. در برهه‌ای از زمان، او به نامهٔ دراکا که به نشانی قدیمی پوتوتسکی فرستاده شده بود، برخورد می‌کند و این الهام‌بخش او برای ادامهٔ پژوهش در زمینهٔ خورشیدمرکزی می‌شود. او پس از بیست سال تدریس، در سال ۱۴۸۲ شرحی بر یک کتاب اخترشناسی می‌نویسد که بر دانشمندان آینده، از جمله «نیکلاس کوپرنیک» جوان در سال ۱۴۹۱، اثر می‌گذارد.

## رسانه‌ها

### مانگا
نوشته و تصویر شده توسط یوتو, در مجله مانگا سنین شوگاکوکان بیگ کامیک اسپیریت از ۱۴ سپتامبر ۲۰۲۰، تا ۱۸ آوریل ۲۰۲۲ پخش شد. شوگاکوکان فصل‌های خود را در هشت تانکوبون جمع‌آوری کرد که از ۱۱ دسامبر ۲۰۲۰ منتشر شد تا ۳۰ ژوئن ۲۰۲۲.
سون سیز انترتیمنت مجوز انتشار مانگا را برای انتشار انگلیسی صادر کرده است، و مانگا را در یک نسخه ۲-در-۱ جُنگ منتشر کرده است.

### انیمه
در ژوئن ۲۰۲۲، یک انیمیشن اقتباسی توسط مدهاوس معرفی شد. بعدها مشخص شد که این یک سریال تلویزیونی به کارگردانی کنیچی شیمیزو و نویسندگی شینگو آیری است که ماسانوری شینو طراحی شخصیت‌ها و کنسوکه اوشیو آهنگسازی آن را بر عهده داشته است. این سریال درپی ۲۵ قسمت از ۵ اکتبر ۲۰۲۴ تا ۱۵ مارس ۲۰۲۵ از تی‌وی جنرال اِن‌اچ‌کِی پخش شد. آهنگ تم آغازین "Kaijū" (怪獣, 'هیولا') است که توسط ساکاناکشن اجرا شده است، در حالی که اولین آهنگ تم پایانی "Aporia" (アポリア) است، و آهنگ تم پایانی دوم "Hebi" (へび, 'Serpent') , هر دو اجرا شده توسط یوروشیکا است. نتفلیکس مجوز پخش سریال را برای پخش همزمان در سراسر جهان صادر کرد.

## استقبال
این مانگا توسط هنرمندان مانگا هیتوشی ایواکی و شین تاکاهاشی توصیه شده است. چی نامزد چهاردهمین مانگا تایشو در سال ۲۰۲۱ شد و با ۶۷ امتیاز در جایگاه دوم قرار گرفت. نامزد پانزدهمین دوره در سال ۲۰۲۲ شد و با ۵۹ امتیاز در جایگاه پنجم قرار گرفت. آن نامزد جایزه مانگا سپین در سال ۲۰۲۱ شد و در رتبه دهم در رده چاپ قرار گرفت. این سریال در فهرست «کتاب سال» سال ۲۰۲۱ توسط مجله داوینچی در رتبه ۳۷ قرار گرفت. در فهرست ۲۰۲۲ در رتبه ۲۱ قرار گرفت. در کونو مانگا گا سوگوی تاکاراجیماشا در رتبه دوم قرار گرفت ! لیست ۲۰۲۲ بهترین مانگا برای خوانندگان مَرد. این فیلم برنده جایزه بزرگ مانگا اثر ماندو کوبایاشی ۲۰۲۱ شد که توسط کِندو کوبایاشی، کمدین و علاقه‌مند به مانگا ساخته شد. این مانگا نامزد شصت و هفتمین جایزه مانگا شوگاکوکان در بخش عمومی در سال ۲۰۲۱ شد. همچنین نامزد شصت و هشتمین دوره در همین طبقه‌بندی در سال ۲۰۲۲ شد. این مجموعه در کمیک‌های پیشنهادی کارمندان کتابفروشی سراسر کشور در سال ۲۰۲۲ رتبه پنجم را کسب کرد. این مانگا در سال ۲۰۲۲ نامزد چهل و ششمین جایزه کودانشا مانگا در بخش عمومی شد. این مجموعه برنده بیست و ششمین جایزه فرهنگی تزوکا اوسامو در سال ۲۰۲۲ شد. مانگا برنده پنجاه و چهارمین جایزه سِیون در بخش بهترین کمیک در سال ۲۰۲۳ شد.

## در ادامه مطلب
- Shimada, Kazushi (January 4, 2021). Real Sound (به ژاپنی). Blueprint Co. , Ltd. https://archive.today/20210130102632/https://realsound.jp/book/2021/01/post-685933.html. Archived from the original on January 30, 2021. {{cite web}}: Missing or empty |title= (help)
- Da Vinci News (به ژاپنی). Kadokawa Corporation. January 29, 2021 https://archive.today/20210130103440/https://ddnavi.com/serial/725948/a/. Archived from the original on January 30, 2021. {{cite web}}: Missing or empty |title= (help)